# René de Villequier
René de Villequier († 27. September 1590 in Ivry) war Baron de Clervaux (oder Clairvaux), einer der Mignons des französischen Königs Heinrich III. (reg. 1574–1589), war dessen Premier Gentilhomme de la Chambre du Roi, sowie Gouverneur von Paris und Île-de-France.

## Biographie
René de Villequier war der Sohn von Jean-Baptiste de Villequier, Baron de Villequier, und Anne de Rochechouart-Mortemart.
Er war Schatzmeister und Kammerherr Heinrichs III. als dieser König von Polen war (1573/74) und half ihm bei dessen Flucht aus der Wawel-Burg in Krakau in der Nacht des 18. Juni 1574, nachdem er vom Tod seines Bruders Karls IX. am 30. Mai 1574 erfahren hatte.
René de Villequier heiratete Françoise de La Marck (siehe unten), die er im September 1577 in Poitiers ermordete, als der Hof sich dort aufhielt: „Villequier erstach seine Frau, als sie in ihrem Bett lag. Nachdem das Verbrechen vom Prévôt de l’Hôtel untersucht worden war, erhielt Villequier ein königliches Pardon mit der Begründung, dass seine Frau liederlich war und versucht habe, ihn zu vergiften. Villequiers Tochter erklärte, dass „des Königs Gunst ganz dem besagten Sieur de Villequier galt“. Die öffentliche Meinung war empört darüber, dass der Mord an einer schwangeren Frau im Logis des Königs ungestraft bleiben sollte. Eine Dienerin, die vor Villequiers Gewalt Angst hatte, habe sich aus einem Fenster geworfen und sich verletzt. Bald verbreitete sich das Gerücht, dass Heinrich III. mit Zustimmung ihres Mannes der Liebhaber des Opfers gewesen sei und den Mord angeordnet habe, nachdem sie schlecht über ihn gesprochen hatte. Er trauerte sicherlich nicht um den Verlust. In einem Schreiben an Souvré nannte er sie eine Hure („putain de fame“) und beglückwünschte Villequier, sie losgeworden zu sein.“
René de Villequier wurde als Mignon Heinrichs III. für diese Tat nicht belangt, im Gegenteil: 
- Er gehört zu den ersten Rittern des Ordre du Saint-Esprit nach der Gründung durch den König: am 21. Dezember 1578 wurde ihm die Mitgliedschaft verliehen, am 31. Dezember wurde er formell aufgenommen.
- Am 9. November 1579 wurde er Gouverneur von Paris (sein Schwiegersohn François d’O wurde am 2. Januar 1586 sein Nachfolger).
- 1580 erwarb er die beiden Domänen von Clairvaux (Scorbé-Clairvaux) und ließ seinen Besitz zu einer Grafschaft erheben.

## Ehe und Familie
René de Villequiers erste Ehefrau war Françoise de La Marck, Tochter von Guillaume bâtard de La Marck (Haus Mark). Ihr einziges Kind ist 
- Charlotte-Catherine de Villequier (* 1562, † um 1610), die 1585 in erster Ehe François d’O, Seigneur d’O († 1594) heiratete, und 1599 in zweiter Ehe Jacques d’Aumont, Baron de Chappes († 14. Juli 1614) (Haus Aumont). Sie sind die Eltern von Antoine d’Aumont de Rochebaron (1601–1669), der 1651 Marschall von Frankreich und 1665 Duc d’Aumont und Pair de France wurde.

René de Villequier heiratete in zweiter Ehe Louise de Savonnières, Tochter von Jean de Savonniéres und Guyonne de Beauvau; Der Ehevertrag wurde am 8. Juli 1586 im Château de Saint-Maur-des-Fossés geschlossen. Ihr einziger Sohn war 
- Claude de Villequier, † 1607, Comte de La Guerche und Chevalier de l’Ordre du Saint-Esprit

René de Villequier starb 1590 in seinem Haus in Ivry, Louise de Savonnières am 20. Dezember 1625.